# Saharastega
Saharastega es un género extinto de temnospóndilo que vivió a finales del período Pérmico, hace aproximadamente 250 millones de años. Los restos fósiles del holotipo fueron descubiertos en Níger en el 2005. Fue originalmente asignado al clado Edopoidea, siendo reubicado, en un estudio posterior, fuera de este grupo.